# Antricola
Genre
Synonymes
- Parantricola Černý, 1966

Antricola est un genre de tiques de la famille des Argasidae (tiques molles).

## Distribution
Les espèces de ce genre se rencontrent du Mexique au Brésil et aux Antilles.

## Hôtes
Leurs hôtes sont des chauves-souris.

## Particularité alimentaire
Les larves, et uniquement les larves d' Antricola delacruzi se nourrissent sur des chauves-souris insectivores et cavernicoles. Il semble que les nymphes et adulte aient un autre régime alimentaire, détritivore voire coprophage, que permet leur hypostome petit et édenté. Elles pourraient se nourrir de la couche de guano trouvé sous les colonies de chiroptères où l'on trouve effectivement les stades nymphaaux et adulte de cette tique. Ce guano est riche en protéines et en fer (respectivement deux fois et 60 fois plus de fer que la chair de bœuf). Les bactéries et des champignons riches en chitine qui croissent dans le guano sont aussi une source de nutriments. Une hypothèse est que les tiques sont des acariens originellement détritivores qui auraient évolué vers l'hématophagie après s'étre adaptée à manger sur des cadavres frais. Récemment, l'analyse du transcriptome des glandes salivaires des stades féminins d'A. Delacruzi a montré des différences importantes d'avec celles d'autres groupes de tiques, qui pourraient traduire ces spécificités de tique non exclusivement hématophage.

## Particularité comportementale
Toutes les tiques étaient considérées comme dépourvues de comportement maternel, néanmoins une première exception (transport de larves sur l'opisthosoma) a été observée chez Antricola marginatus, comportement qu'on a d'abord considéré comme unique et probablement lié à une adaptation unique en son genre. Puis il a été observé chez deux autres espèces supplémentaires d'argasides : Argas (Argas) striatus et Argas (Secretargas) transgariepinus ; avec en outre un comportement inattendu de couvaison des œufs chez cette dernière espèces (A. (S.) transgariepinus) qui possède aussi une structure unique sur la partie ventrale de son abdomen (chez la femelle uniquement). Il pourrait s'agir d'une adaptation évolutive lié à la présence de pulvilli sur les larves) ; il pourrait aussi s'agir d'un trait ancestral conservé chez quelques très rares espèces de tiques molles.

## Liste des espèces
Selon Guglielmone & al., 2010
- Antricola armasi de la Cruz & Estrada-Peña, 1995
- Antricola centralis de la Cruz & Estrada-Peña, 1995
- Antricola cernyi de la Cruz, 1978
- Antricola coprophilus (McIntosh, 1935)
- Antricola delacruzi Estrada-Peña, Barros-Battesti & Venzal, 2004
- Antricola granasi de la Cruz, 1973
- Antricola guglielmonei Estrada-Peña, Barros-Battesti & Venzal, 2004
- Antricola habanensis de la Cruz, 1976
- Antricola hummelincki de la Cruz & Estrada-Peña, 1995
- Antricola inexpectata Estrada-Peña, Barros-Battesti & Venzal, 2004
- Antricola marginatus (Banks, 1910)
- Antricola martelorum de la Cruz, 1978
- Antricola mexicanus Hoffmann, 1958
- Antricola naomiae de la Cruz, 1978
- Antricola occidentalis de la Cruz, 1978
- Antricola siboneyi de la Cruz & Estrada-Peña, 1995
- Antricola silvai Černý, 1967

## Publication originale
- Cooley & Kohls, 1942 : Antricola new genus, Amblyomma gertschi new species, and notes on Ixodes spinipalpis (Acarina: Ixodoidea). Public Health Reports Washington, vol. 57, n. 46, p. 1733-1736.